# Lemmy (logiciel)
Pour les articles homonymes, voir Lemmy (homonymie).
Chronologie des versions
v0.18.0 (le 23 juin 2023)
Lemmy est un logiciel libre et open-source qui exécute de l'agrégation d'actualités sociales et des forums de discussion auto-hébergés,,.

## Création et financement
Le logiciel Lemmy a été créé par l'utilisateur Dessalines sur GitHub en février 2019 sous licence GNU Affero General Public License. Il est financé par des dons individuels et par NLnet via le « NGI0 Discovery Fund ».

## Instances et mise en réseau
Les instances Lemmy hébergent du contenu généré par les utilisateurs et des discussions à propos de ce contenu dans un forum Internet. Elles sont gérées par différentes personnes ou sociétés, chacune avec ses propres politiques de modération de contenu.
Les utilisateurs de chaque instance soumettent des liens, du texte ou des images sur des forums appelés « communautés ». Ces communautés sont créées et gérées par les utilisateurs. Elles font partie intégrante de Lemmy car chaque contenu sera publié dans une communauté spécifique selon son sujet. Les noms de communauté commencent par c/ dans l'URL et sont mentionnables en utilisant le format : !communauté@instance. Les communautés sont hébergées localement sur une instance unique, mais elles peuvent être publiées et accessibles sur d'autres instances. En utilisant un système de votes positifs et négatifs, les utilisateurs peuvent influencer le contenu qui apparait en haut de la page d'accueil des autres utilisateurs et des communautés. La modération est effectuée au niveau de l'instance par ses administrateurs et des communautés par leurs modérateurs. Des listes de communauté sur diverses instances sont rassemblées sur des pages de référencement,.
L'enregistrement d'un compte sur une des instances est gratuit et peut nécessiter une adresse e-mail ou l'approbation de l'administrateur de l'instance. L'enregistrement d'un compte permet à un utilisateur de publier dans des communautés et, dans certains cas, de créer de nouvelles communautés. Les personnes ayant des comptes sur d'autres instances du Fediverse (c'est-à-dire des serveurs compatibles avec ActivityPub) peuvent interagir avec des messages Lemmy ou s'abonner aux communautés Lemmy en utilisant leurs comptes non-Lemmy.[réf. nécessaire]

## Relations avec les autres réseaux sociaux
Les instances Lemmy sont fédérées entre elles, permettant à un utilisateur sur une instance donnée de participer à une communauté sur une autre instance Lemmy sans avoir à créer un compte sur l'autre instance ; et avec d'autres instances du Fediverse qui utilisent des logiciels différents. ActivityPub est le protocole utilisé pour permettre aux instances de Lemmy de fonctionner comme un réseau social fédéré. Il permet aux utilisateurs d'interagir avec des plates-formes compatibles, notamment Mastodon et PeerTube.
En juin 2023, dans le contexte d'une controverse sur Reddit à propos de changements apportés au service API, les membres de la communauté ont discuté d'une migration vers Lemmy comme l'une des alternatives possibles à Reddit. Le subreddit « /r/LemmyMigration » discutant de la possibilité de migrer vers Lemmy a été interdit par Reddit et a entraîné un effet Streisand attirant l'attention sur Lemmy de plusieurs médias, notamment Hacker News. L'interdiction a été levée le lendemain. Lifehacker a décrit Lemmy comme l'une des « quatre meilleures » alternatives à Reddit.

## Statistiques d'utilisation
Selon le site Web de statistiques à propos du Fediverse the-federation.info, il y avait moins de 100 instances de Lemmy avant juin 2023, passant à 312 instances de Lemmy avec un total de 21,8 mille utilisateurs actifs mensuels le 17 juin 2023. Les instances les plus populaires étaient lemmy.ml et lemmy.world, chacune avec respectivement 4000 et 8000 utilisateurs actifs par mois le 17 juin 2023.

## Logiciel tiers
Les applications permettant d'accéder à Lemmy via appareil mobile incluent Jerboa pour Android, et Remmel pour iOS et le client bêta Mlem disponible via TestFlight. Lifehacker a déclaré en juin 2023 que Sync devait devenir une application Lemmy à la suite des modifications de l'API Reddit. 
Shaarli est un autre logiciel libre permettant de partager des liens ou courts messages. Une autre application dite Shaarli River, permet elle d'agréger des liens issus de Shaarlis.